# Enigmencyrtus zambezei
Enigmencyrtus zambezei är en stekelart som först beskrevs av Jean Risbec 1955.  Enigmencyrtus zambezei ingår i släktet Enigmencyrtus och familjen Tanaostigmatidae. Inga underarter finns listade i Catalogue of Life.